# Matagalpa (departement)
Matagalpa je jedním z 15 departementů Nikaraguy. Leží ve vnitrozemí, uprostřed země. Departement má hornatý ráz a výrazně zemědělský charakter (chov skotu, pěstování kávovníku). Svojí rozlohou je čtvrtý největší.

## Municipality
1. Ciudad Darío
2. Esquipulas
3. Matagalpa
4. Matiguas
5. Muy Muy
6. Rancho Grande
7. Río Blanco
8. San Dionisio
9. San Isidro
10. San Ramón
11. Sébaco
12. Terrabona
13. Tuma-La Dalia